# Les Comédiens (film, 1941)
Les Comédiens (Komödianten) est un film dramatique allemand réalisé par Georg Wilhelm Pabst, sorti en 1941. Le scénario d'Axel Eggebrecht d'après le roman Philine de Olly Boeheim.
Le film présente la vie et les conditions des artistes au XVIIIe siècle, dont la grande comédienne et directrice d'une troupe de théâtre Caroline Neuber, interprétée par Käthe Dorsch. Avec deux autres vedettes de l'époque, Hilde Krahl et Henny Porten, le film occupe une place importante dans l'histoire du cinéma allemand.

## Synopsis
En Allemagne, vers 1750, Caroline Neuber tente d'améliorer le sort des acteurs, qui sont méprisés car considérés comme des vagabonds. Lorsque la duchesse Amalia refuse que son fils épouse une actrice, Caroline Neube défend les amoureux avec tant de véhémence qu'elle est expulsée du pays et meurt dans la solitude.

## Fiche technique
- Réalisateur : Georg Wilhelm Pabst
- Scénario : Axel Eggebrecht
- Musique : Lothar Brühne

## Distribution
- Käthe Dorsch : Caroline Neuber, actrice
- Hilde Krahl : Philine Schröder, son élève
- Henny Porten : Amalia, duchesse von Weissenfels
- Gustav Diessl : Ernst Biron, duc von Kurland
- Richard Häussler : Armin von Perckhammer
- Friedrich Domin : Johann Neuber (de), le mari de Caroline
- Ludwig Schmitz : Müller, der Hanswurst
- Sonja Gerda Scholz : la "Feigin", comédienne et cuisinière de Neuber
- Lucy Millowitsch : la "Lorenz"
- Bettina Hambach : Victorine
- Walter Janssen : le cuisinier, Charakterspieler
- Alexander Ponto : Kohlhardt, le jeune amoureux
- Viktor Afritsch : le comte Paul, frère de la duchesse von Weissenfels
- Kurt Müller-Graf : Studiosus Gotthold
- Harry Langewisch : le professeur Gottsched
- Arnulf Schröder : Klupsch, conseiller à Leipzig